# Bulbostylis gardneriana
Bulbostylis gardneriana là một loài thực vật có hoa trong họ Cói. Loài này được (Steud.) Beetle mô tả khoa học đầu tiên năm 1944.